# السيدة (فلم)
Mrs
هو فيلم درامي هندي لعام 2024 وهو إعادة إنتاج للفيلم الماليالام المطبخ الهندي العظيم الذي صدر عام 2021. الفلم من بطولة الممثلة سانيا مالهوترا واخراج أرتي كاداف، وايضا بطولة نيشانت ضياء وكانوالجيت سينغ. يتحدث عن امرأة تزوجت حديثاً لتجد نفسها مجبرة على التكييف بوسط تقاليد عائلية ذكورية. 
عرض الفيلم لأول مرة في مهرجان ميلبورن الهندي عام 2024، وعُرض ايضا في مهرجان نيويورك الهندي. تم اصدار الفلم على قناة (ZEE5) في 7 فبراير عام 2025. تلقى الفلم اوجه نظر متباينة من النقاد، لكنه تلقى إشادة للاداء مالهوترا.

## ملخص الفلم
ريتشا بطلة الفلم وهي معلمة رقص تجد نفسها في زواج مدبر مع دكتور ديواكار في عائلة تقليدية جدا. بينما يبدأ روتين ريخا في المنزل بسعادة وهناء ، تسوء الأمور. مع العمل المجهد في المطبخ والعديد من المهام الشاقة - التنظيف والأواني وتسرب صنابير المياه - جميع هذه المهام تترك للنساء بينما الرجال في الغالب منغمسين بأسخدام الهاتف أو القيام باليوغا. العائلة ذكورية جداً لدرجة أن حماتها تسلم فرشاة الأسنان لزوجها بينما هو يستلقي عند الشرفة. الرجال يأكلون طعامهم أولاً و يتركون المكان فوضى دون الاهتمام كيف يمكن للنساء أن تأكل الطعام بعدهم راحتهم دائماً يأتي أولاً على راحة زوجاتهم. بينما تستغرق العروس الجديدة بعض الوقت للتكيف مع هذه الحياة الجديدة وتصل في النهاية إلى حد ما بالسلام معهم، تذهب حماتها إلى رعاية ابنتها الحامل في الشهر السابع.
تقع عليها مسؤولية جميع الاعمال المنزلية، الى جانب ذلك سوء معاشرة زوجها لها. وعدم رضاه عنها وارغامها على القيام بأشياء لا تريد القيام بها فقط للعب مما يجعلها تبكي ثم تنام. وليس هذا فقط بل تسوء الامور الى ان يمنعها حماها من العمل بحجة ان ربة البيت تقدم الرفاهية للعائلة، لتكتشف بعدها ان العائلة تنظر الى الحيض نظرة رجعية للغاية. بالرغم من استيائها الا انها  تستمتع بقضاء وقتها وحيدة ومسترخية، بينما زوجها منزعج بشدة بسبب حيضها إذ انه كان يظن أنهما يرغببان بأنجاب طفل. وليس هذا فقط، فقد كانت تترك وحيدة للتتعامل مع تعليقات الضيوف الذكورية المبطنة. وهذا يختلف اختلاف جذري عن حياتها التي اعتادت عليها.
وبعد مدة، يطلب منها زوجها بحذف مقاطع الفيديو التي ترقص بها على حساباتها في مواقع التواصل الاجتماعي، وتبدأ ريخا بالتساؤل اذا كان لهذا الزواج قيمة ام لا. وخلال عيد مولد حماها يتجاوز صبرها الحد وتقرر ان تقدم للضيوف مياه آسنة من صنبور مياه المطبخ كمشروب، يهجم ديكوار عليها في المطبخ وخلفه اباه ليواجه ريخا وحدها، وتكون هي جاهزة مع دلو من المياه الآسنة لترميه بوجه ديكوار بغضب شديد من دون شد انتباه الضيوف وطالبة منه الطلاق.ينتهي الفلم بمشهد لها وهي معلمة رقص مستقلة تجسد معناتها من خلال الرقص، بينما زوجها السابق تزوج زوجة أخرى وتبدو بسعادة غامرة لخدمة العائلة غير مدركة للكابوس الذي ينتظرها. 

## فريق العمل
- سانيا مالهوترا في دور ريخا شارما
- نيشانت داهيا في دور ديواكار كومار
- كانوالجيت سينغ بدورأشفين كومار، والد لديواكار
- أبرنة غوشال في دور مينا كومار، والدة ديواكار
- نيتيا مويال بدور صافي
- فيراج مندكر في دور فيدباركاش
- فارون بادولا بدور تونو بايا
- لولين مشرا في دور نيرجالا خالة ديواكار
- (هارشيكا كيوالراماني) بدور (بابلز)
- مريل كولكارني بدور أم ريخا
- غيريش دامجيا بدور اب ريخا
- غولسيتا بدور أم ساوى
- أريان أورورا بدور أخ ريخا

## -موسيقى الفلم
مؤلف موسيقى الفيلم ساغار ديسي وفايزان حسين وكتابة الكلمات نيراج بانداي وارون كومار وبالفاي بهاردواج حسين ونيراج بانداي وارون كومار.[1].
1. ↑  "Mrs Film Review: Sanya Malhotra Delivers a Gripping Performance in a Powerful Tale of Patriarchy and Ambition". Bru Times News (بالإنجليزية).
2. ↑  "Sanya Malhotra's Mrs to Premiere at Indian Film Festival of Melbourne 2024 | Filmfare.com". www.filmfare.com (بالإنجليزية). Archived from the original on 2024-07-18. Retrieved 2025-02-17.
3. ↑  Hungama، Bollywood (30 مايو 2024). "Sanya Malhotra starrer Mrs to close New York Indian Film Festival 2024 : Bollywood News - Bollywood Hungama".
4. ↑  "Article 370 (Original Motion Picture Soundtrack)". Apple Music. مؤرشف من الأصل في 2025-01-31. اطلع عليه بتاريخ 2024-02-19.

## الجوائز
تم ترشيح الفلم للعديد من مهرجانات الأفلام الدولية. عُرض اول مرة في مهرجان تالين بلاك نايت Tallinn Black Nights الذي أقيم سنة 2023. عُرض الإعلان في شهر نوفمبر 2023 واختير الفلم الختامي في مهرجان نيويورك الهندي سنة 2024. رُشح ارتاي كاداف لأفضل فئة مخرجين. عُرض لأول مرة في الدورة الاسيوية الخمسة وخمسين لأيفا 2024 ( IFFA) في 22 نوفمبر 2024. وكذلك الدورة الرابعة عشر لمهرجان الفلم الهندي في مدينة ميلبورن (IFFM). واخيرا وليس اخرا، عُرض على منصة ZEE5 في السابع من فبراير 2025.
حازت مالهوترا على جائزة أفضل ممثلة لأدائها في الفيلم في مهرجان نيويورك الهندي عام 2024.
 قيم ناقد الأفلام الهندية سايبال جاتري جي لقناة ND  
3/5 نجوم وذكر ايضا " عاشت سانايا مالهوترا الدور والمخرج اراتي كاداف قدم قدراتها بحرفية عالية".  اما الناقدة سكينة فيرما لمنصة Rediff.com أعطت تقييم 4 نجوم وذكرت " ينجح فلم السيدة باستفزازك لأسباب مبررة وبدون الحاجة إلى مشاهد درامية حادة. وكذلك أعطت شوبهران كوبتا لجريدة Indian Express تقييم 3 من 5 نجوم وقالت: " بالنسبة للذين لم يشاهدون فلم Malayalam النسخة الأصلية فأن فلم سانيا مالهوترا يستحق المشاهدة. فهو من الأفلام التي تحتوي اداء مؤثر ورسالة مهمة اذا يجب أن يشاهد لأجل المرتبطين". اخيرا وليس اخرا، ناقد لمنصة Bollywood Hungama أعطى تقييم 3 من 5 نجوم وكتب، " فلم Mrs هو فلم مُعاد صنعه بدقة بالإضافة لأداء سانايا مالهوترا الذي لا ينسى. "
قالت نانديني راماناث من موقع Scroll.in إن فيلم Mrs يكشف الحقيقة القاسية الكامنة خلف صورة الوجبات الشهية التي تُحضّر بحُب، والمظاهر البراقة للتحضيرات المنزلية المتقنة. إذ يعرض واقع امرأة منحنية أمام النار أو غارقة في حوض المطبخ، تُصوَّر بوصفها ربة المنزل المثالية، بينما هي في الحقيقة تؤدي دور خادمة لا تتقاضى أجرًا، وإن كانت مُمجّدة في الخطاب الاجتماعي.
أما سنا فارزين من India Today، فقد منحت الفيلم 3.5 نجوم، وكتبت في مراجعتها: الفلم مرآة مؤلمة لواقع تعيشه كثير من النساء في صمت، ما يجعله عملًا يحمل بُعدًا إنسانيًا واجتماعيًا مهمًا. صحيح أنه لا يبلغ الحدّة الصادمة والعفوية الطاغية التي تميز بها فيلم المطبخ الهندي العظيم، إلا أنه يقدّم صورة مؤثرة للمنظومة الذكورية الراسخة وما تخلّفه من ألم وإقصاء.
من جهتها، أثنت الناقدة سوشاريتا تاياغي على الفيلم، قائلة إن الفلم جاء مقاربا إلى حد كبير للعمل الأصلي. فباستثناء بعض مشاهد الغناء والرقص – التي لم تكن موفقة – فإن بنية الفيلم وسرده يظلان شبه متطابقين مع النسخة الأصلية. ورغم أن المُشاهد قد لا يكون شاهد فيلم جيو بيبي، فإن اللمسة البوليوودية الواضحة في فلم «Mrs» من حيث الشكل والإخراج واللغة البصرية، تجعله متوقعًا في كل مراحله تقريبًا.